# Lista över större jordbävningar i Indien
Detta är en lista över jordbävningar i Indien från 1897 med en magnitud på minst 6.6 på Richterskalan.
1. 1897, 12 juni, Shillongplatån, 8,7
2. 1950, 15 augusti, Arunachal Pradesh mot kinesiska gränsen, 8,5
3. 1934, 15 januari, Bihar mot nepalesiska gränsen, 8,1[1]
4. 1941, 26 juni, Andamanerna, 8,1
5. 1905, 4 april, Kangra, Himachal Pradesh, 8,0
6. 1819, 16 juni, Kutch, Gujarat,	8,0
7. 1918, 8 juli, Srimangal, Assam, 7,6
8. 1869, 10 januari, nära Cachar, Assam, 7,5
9. 1943, 23 oktober, Assam, 7,2
10. 1930, 2 juli, Dhubri, Assam, 7,1
11. 1885, 30 maj, Sopor, Jammu och Kashmir, 7,0
12. 1956, 21 juli, Anjar, Gujarat, 7,0
13. 1988, 21 augusti, Bihar, 6,6
14. 2001, 26 januari, Gujarat, mellan 7.6 och 7.7
15. 2005, 8 oktober, Kashmir, mellan 7.6 och 7.8
16. 2014, 21 mars, Andamanerna och Nikobarerna, 6.7